# 김승준 (고려)
김승준(金承俊, ? ~ 1268년)은 고려 후기 무신정권시대의 문신이자 권신, 정치가로 무신정권 집권자인 김준의 동생이다. 후에 김충(金冲)으로 개명한다. 본관은 천예(賤隸)이다.

## 생애
그는 형인 김준과 함께 당시 무신정권 집권자였던 최우와 최항을 섬겼다. 1258년에 최온, 박송비, 임연, 류경, 그리고 그의 형인 김준과 함께 최의를 죽이고 최씨정권을 무너뜨린 뒤, 권신이 되었다. 그러나 1268년에 그의 형인 김준이 임연에 의해 살해당하자 그는 체포되어 처형당했다.

## 가계
- 아버지 : 김윤성(金允成)
- 어머니 : 미상
  - 문신 : 김승준 (金承俊 ? ~ 1268) 후에 김충(金沖)으로 개명
  - 부인 : 미상